# Codice: cacciatore (film 2024)
Codice: cacciatore è un film del 2024 diretto da Mandla Dube e tratto dal romanzo del 2002 di Deon Meyer Heart of the Hunter.

## Trama
Un killer in pensione torna in azione quando un suo amico scopre un complotto ai danni del governo sudafricano.

## Distribuzione
Il film è stato distribuito sulla piattaforma Netflix dal 29 marzo 2024.